# Viceprezident Spojených států amerických
Viceprezident Spojených států amerických je druhým nejvyšším představitelem USA a podle ústavy USA je předsedou ex officio Senátu Kongresu USA. Právo na hlasování má však pouze v případě rovnosti hlasů. V pořadí nástupnictví na úřad prezidenta je první, kdo by v případě neschopnosti výkonu funkce prezidenta nastoupil na jeho místo.
Podle ústavy USA je viceprezident volen spolu s prezidentem. V listopadu 2024 byl s prezidentem Donaldem Trumpem zvolen viceprezidentem James David Vance.

## Obsazení úřadu
Úřad viceprezidenta USA do roku 2020 zastávali jen muži. V prezidentských volbách 2008 kandidovala na toto místo Sarah Palinová. Jednalo se teprve o druhou ženou v dějinách USA, která byla v rámci jedné ze dvou největších stran nominována na druhý nejvyšší úřad. Poprvé se tak stalo v prezidentských volbách 1984, kdy za Demokratickou stranu neúspěšně kandidovala na úřad viceprezidentky USA newyorská kongresmanka Geraldine Ferrarová (spolu s prezidentským kandidátem Walterem Mondalem). Kamala Harrisová byla první ženou zvolenou do tohoto úřadu a zároveň je první nebělošskou osobou v úřadu.
Osoba vykonávající úřad prezidenta či viceprezidenta musí být rodilý občan USA, tedy ne naturalizovaný. Ministr vlády může být narozený v cizině, ale tím mu zaniká možnost vykonávat úřad prezidenta či viceprezidenta. Ústava výslovně neomezuje počet funkčních období, po která může jedna osoba vykonávat funkci viceprezidenta. Dvanáctý dodatek Ústavy stanoví, že ten kdo není ústavně způsobilí být zvolen do úřadu prezidenta, nemůže být zvolen do úřadu viceprezidenta. Dle některých výkladů tak Dvanáctý dodatek společně s Dvacátým druhým dodatkem, který omezuje počet funkčních období prezidenta na dvě, omezuje i možnost být zvolen viceprezidentem pro tu osobu, která již po dvě funkční období vykonávala úřad prezidenta.   

### Volba
Viceprezident je volen současně s prezidentem, kdy si před volbami prezidentský kandidát vybírá svého spolukandidáta (anglicky running mate). Podle Dvanáctého dodatku Ústavy z roku 1804, má každý volitel jeden hlas pro volbu prezidenta a jeden hlas pro volbu viceprezidenta. V případě, že by většinu nezískal žádný z viceprezidentských kandidátů, rozhodl by Senát mezi dvěma nejúspěšnějšími. Dle původního znění Ústavy před přijetím Dvanáctého dodatku byl viceprezidentem zvolen ten prezidentský kandidát, který obdržel druhý nejvyšší počet hlasů volitelů. Toto řešení vedlo v prezidentských volbách roku 1796 k situaci, že dva nejvyšší představitelé státu pocházeli ze soupeřících politických táborů. Senát by viceprezidenta vybíral pokud by došlo k rovnosti hlasů na druhém místě.
V případě, že dojde k uprázdnění funkce viceprezidenta (např. z důvodu úmrtí, rezignace nebo ujmutí se funkce prezidenta), jmenuje viceprezidenta prezident se souhlasem většiny Senátu a většiny Sněmovny reprezentantů. Před přijetím Dvacátého pátého dodatku v roce 1967 nebyl definován ústavní postup pro obsazení úřadu viceprezidenta uprázdněného během funkčního období. To do roku 1965 vedlo k šestnácti obdobím, kdy nebyl úřad viceprezidenta obsazen. Některá z těchto období trvala téměř celé čtyřleté funkční období prezidenta.

### Přísaha
Od roku 1937 skládá viceprezident přísahu krátce před prezidentskou přísahou. Text přísahy viceprezidenta USA zní:

I (name) do solemnly swear (or affirm) that I will support and defend the Constitution of the United States against all enemies, foreign and domestic; that I will bear true faith and allegiance to the same; that I take this obligation freely, without any mental reservation or purpose of evasion; and that I will well and faithfully discharge the duties of the office on which I am about to enter. So help me God.

Český překlad:

Já ___ ___, slavnostně přísahám (nebo prohlašuji), že budu podporovat a bránit Ústavu Spojených států proti všem nepřátelům, cizím a domácím, že budu mít pravou víru a oddanost k tomu, že jsem tuto povinnost přijal svobodně bez mentální výhrady nebo účelu vyhnutí, a že budu dobře a věrně plnit povinnosti úřadu, do kterého se chystám nastoupit. K tomu mi dopomáhej Bůh.

## Pravomoci viceprezidenta

Vlajka viceprezidenta USA

Hlavní role viceprezidenta je postavení náhradníka prezidenta, což je nejvýraznějším aspektem jeho funkce. Viceprezident musí být vždy připraven převzít prezidentský úřad pro případ, že by došlo k uprázdnění funkce v důsledku úmrtí, rezignace nebo odvolání prezidenta. Rovněž je jeho úkolem v případě neschopnosti prezidenta vykonávat funkci převzít dočasně roli úřadujícího prezidenta. Tato role má zásadní ústavní význam, protože zajišťuje kontinuitu vlády a politickou stabilitu ve Spojených státech.
Další rolí viceprezidenta je jeho účast na práci prezidentovy administrativy. Je hlavním prezidentovým poradcem, členem Kabinetu a členem Národní bezpečnostní rady. Může být pověřen zastupováním prezidenta v rámci delegace pravomocí. Také je druhým nejvyšším ústavním činitelem podle protokolárního pořadí a má tudíž důležitou roli při reprezentaci Spojených států ve světě. Často je vysílán na zahraniční diplomatické mise a státní návštěvy, aby zastupoval americkou vládu a posiloval mezinárodní vztahy, klasickým příkladem může být vysílání viceprezidentů na státní pohřby.
 

Viceprezident také hraje klíčovou roli v legislativním procesu, neboť je z titulu své funkce předsedou Senátu. Hlasovací právo má však pouze v případě rovnosti hlasů a schůze fakticky řídí tzv. prozatímní předseda, neboť osobně se viceprezident zasedání Senátu zpravidla neúčastní (výjimkou jsou významné událostí, jako  zpráva o stavu Unie či impeachment federálních soudců). Nicméně může hrát významnou roli ve vztazích prezidenta a Kongresu a podpoře prezidentovy legislativní agendy.

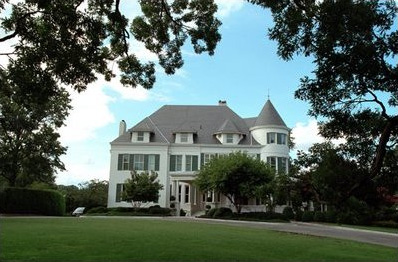
Number One Observatory Circle

Dopravní prostředky k přepravě viceprezidenta USA:
- Air Force Two (Boeing 757)
- Marine Two (helikoptéra)
- limuzína Cadillac

Od roku 1951 má ochranu viceprezidenta a jeho rodiny na starosti Tajná služba USA. Oficiálním sídlem viceprezidenta je Number One Observatory Circle. Jeho kancelář se v Bílém domě nachází v západním křídle a nazývá se Ceremonial Office.

### XXV. dodatek Ústavy

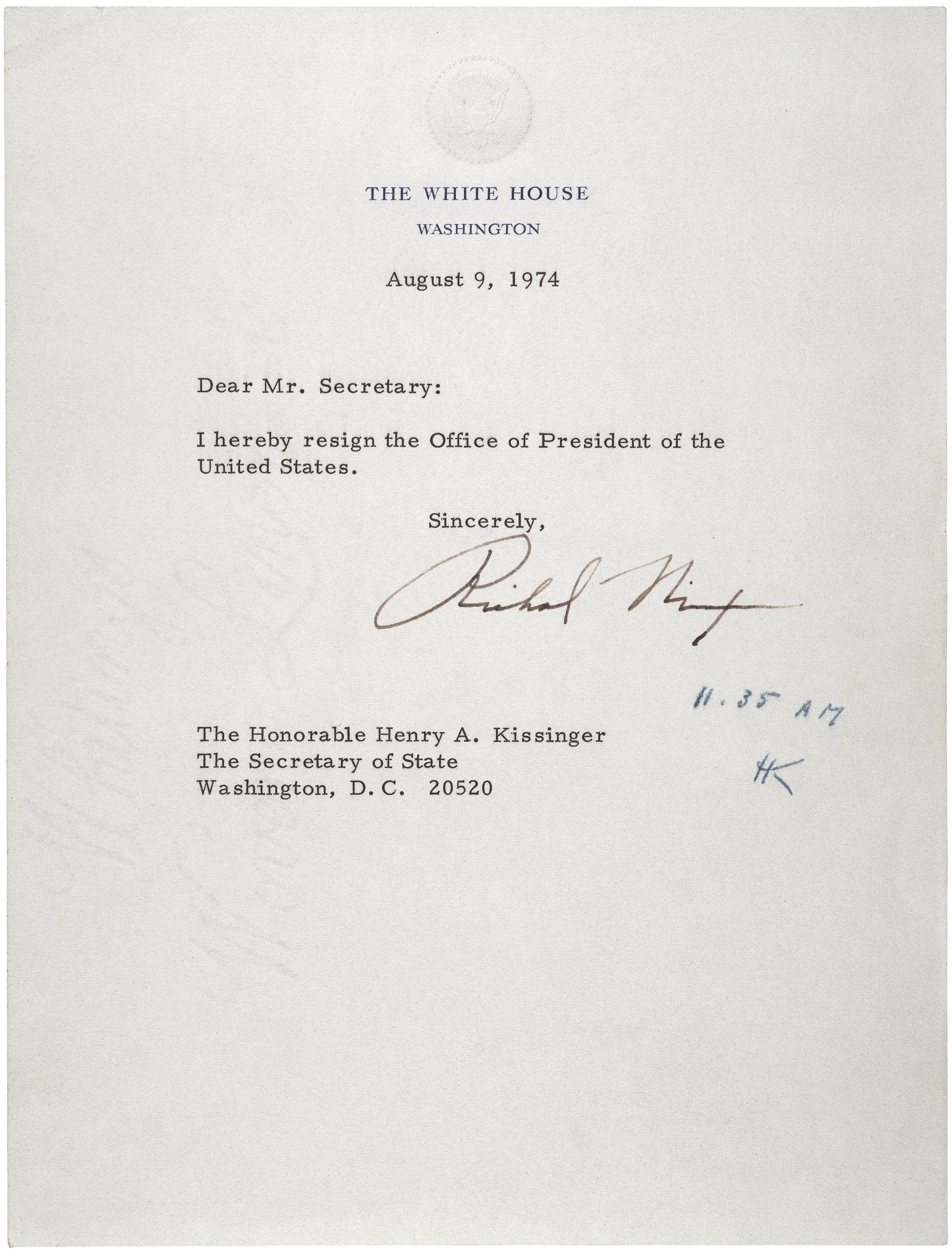
Nixonův rezignační dopis.

Tento dodatek Ústavy Spojených států byl ratifikován 10. února 1967. Má 4 oddíly a mj. upravuje předání pravomocí prezidenta USA:
- V případě zbavení prezidenta úřadu nebo v případě jeho smrti nebo rezignace stane se prezidentem viceprezident. (XXV. dodatek, oddíl 1.)
- Kdykoli nastane uvolnění úřadu viceprezidenta, jmenuje prezident viceprezidenta, který se ujme úřadu ihned po schválení většinou hlasů obou komor Kongresu. (XXV. dodatek, oddíl 2.)
- Kdykoli prezident postoupí prozatímnímu předsedovi Senátu a předsedovi Sněmovny reprezentantů písemné prohlášení, že není způsobilý vykonávat pravomoci a povinnosti svého úřadu, a dokud jim nepředá písemné prohlášení o opaku, vykonává takové pravomoci a povinnosti viceprezident jako úřadující prezident. (XXV. dodatek, oddíl 3.)
- Kdykoli viceprezident a bud' většina vedoucích sekcí exekutivy, nebo jiného takového útvaru, který může Kongres zákonem zřídit, postoupí prozatímnímu předsedovi Senátu a předsedovi Sněmovny reprezentantů písemné prohlášení, že prezident není způsobilý vykonávat pravomoci a povinnosti svého úřadu, ujme se pravomocí a povinností úřadu viceprezident jako úřadující prezident. (XXV. dodatek, oddíl 4.)

K využití XXV. dodatku došlo dosud sedmkrát:
1. dne 12. října 1973 Nixon nominoval na viceprezidenta michiganského kongresmana Geralda Forda po rezignaci Spiro Agnewa.
2. dne 9. srpna 1974 rezignoval Richard Nixon na post amerického prezidenta.
3. dne 20. srpna 1974 nový prezident Ford nominoval na post viceprezidenta bývalého guvernéra New Yorku Nelsona Rockefellera.
4. dne 12. července 1985 se na časový úsek, kdy Ronald Reagan podstoupil kolonoskopii, stal úřadujícím prezidentem G. Bush st.
5. dne 29. června 2002 se na časový úsek (7.09 – 9.29 hod), kdy George W. Bush podstoupil kolonoskopii, stal úřadujícím prezidentem R. Cheney.
6. dne 21. července 2007 se na časový úsek (7.16 – 9.21 hod), kdy George W. Bush podstoupil kolonoskopii, stal úřadujícím prezidentem R. Cheney.
7. dne 19. listopadu 2021 se na časový úsek (10.10 – 11.35 hod), kdy Joe Biden podstoupil kolonoskopii, stala úřadující prezidentkou Kamala Harrisová, jako první žena v této funkci.

Podle právníků byl XXV. dodatek (4. oddíl) naplněn i v čase atentátu 31. března 1981 na prezidenta Reagana, kdy se stal de iure úřadujícím prezidentem USA G. Bush.
V roce 1997 prezident Bill Clinton odmítl celkovou anestézii při operačním výkonu přišití utrženého čtyřhlavého stehenního svalu právě proto, aby nemusel přenést své pravomoce na viceprezidenta Gorea.

## Žijící viceprezidenti
Od dubna 2021 žije pět bývalých viceprezidentů. Posledním bývalým viceprezidentem, který zemřel, byl Walter Mondale (1977–1981), 19. dubna 2021. Žijícími bývalými viceprezidenty v pořadí služby jsou:

Dan Quayle V úřadu 1989–1993 Narozen 4. února 1947 (78 let) Prezident George H. W. Bush
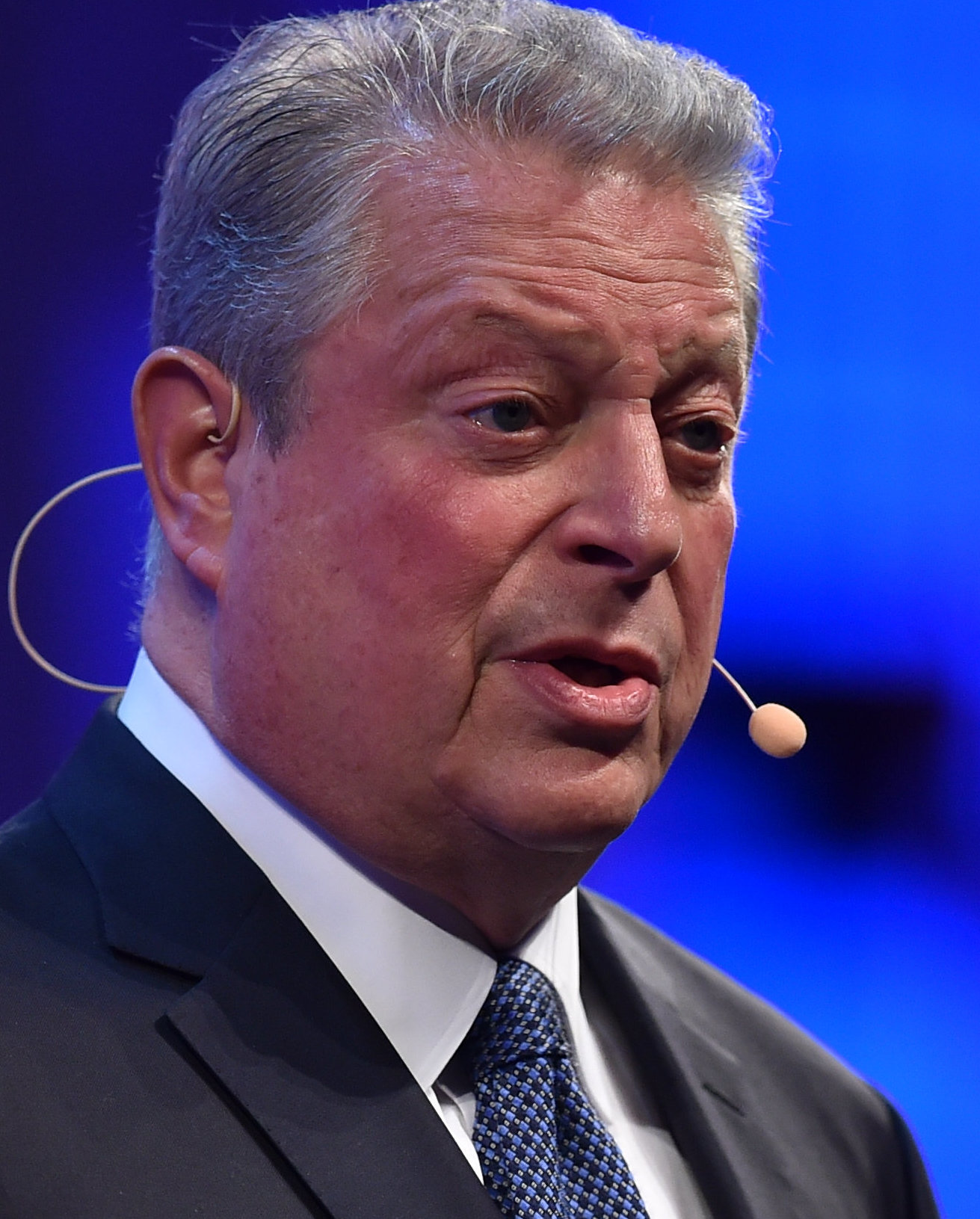
Al Gore V úřadu 1993–2001 Narozen 31. března 1948 (77 let) Prezident Bill Clinton
Dick Cheney V úřadu 2001–2009 Narozen 30. ledna 1941 (84 let) Prezident George W. Bush
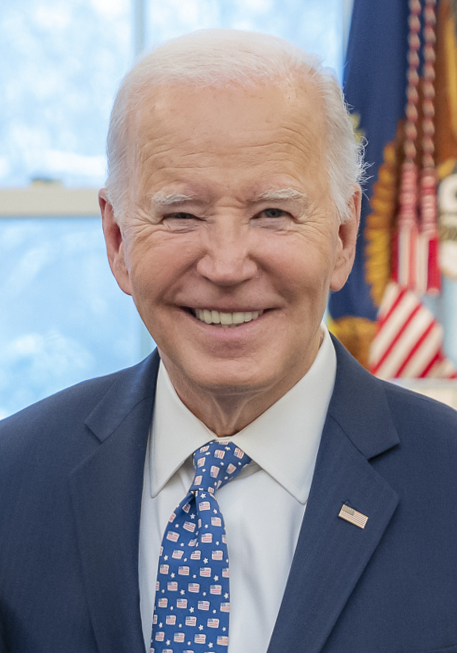
Joe Biden V úřadu 2009–2017 Narozen 20. listopadu 1942 (82 let) Prezident Barack Obama
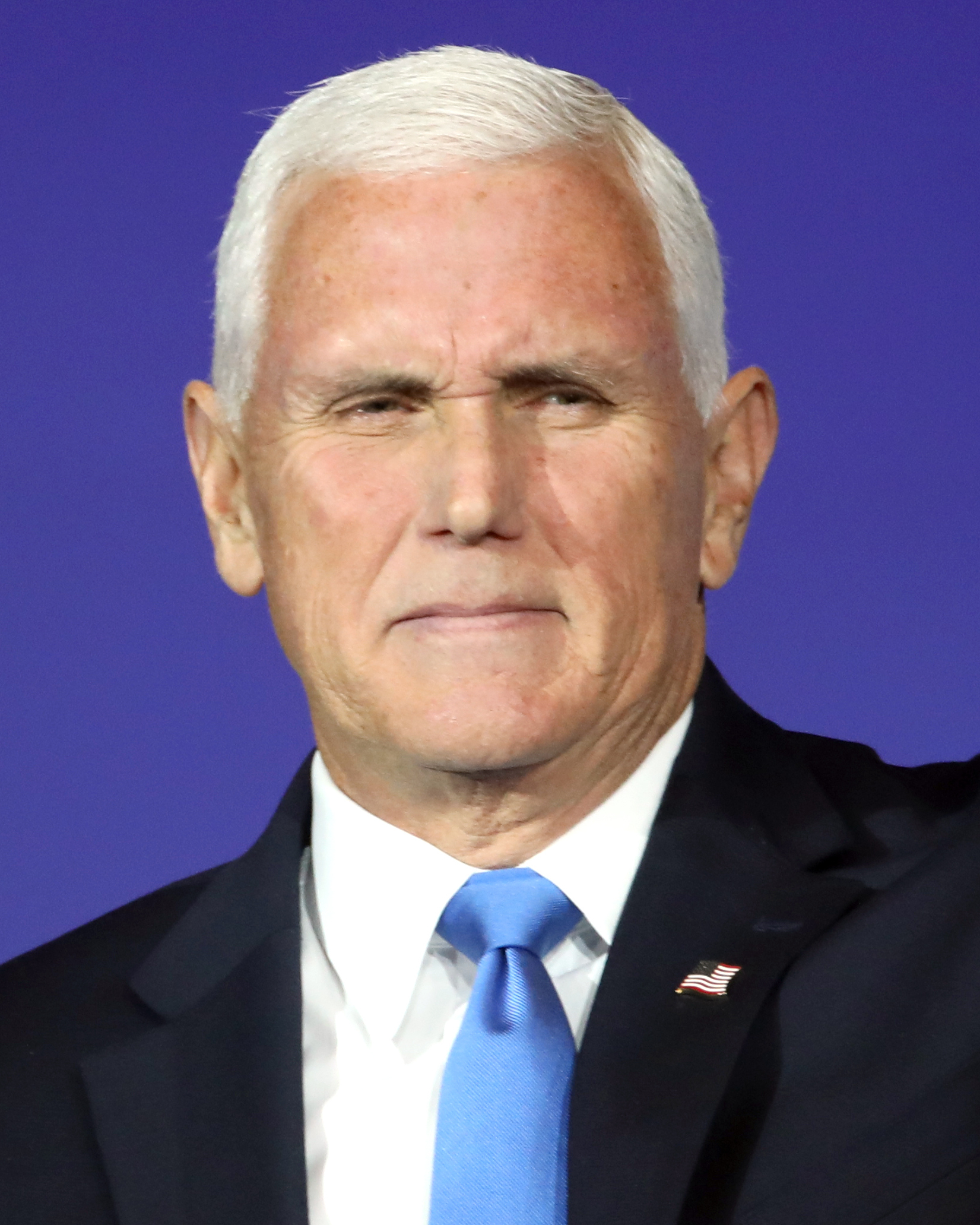
Mike Pence V úřadu 2017–2021 Narozen 7. června 1959 (65 let) Prezident Donald Trump
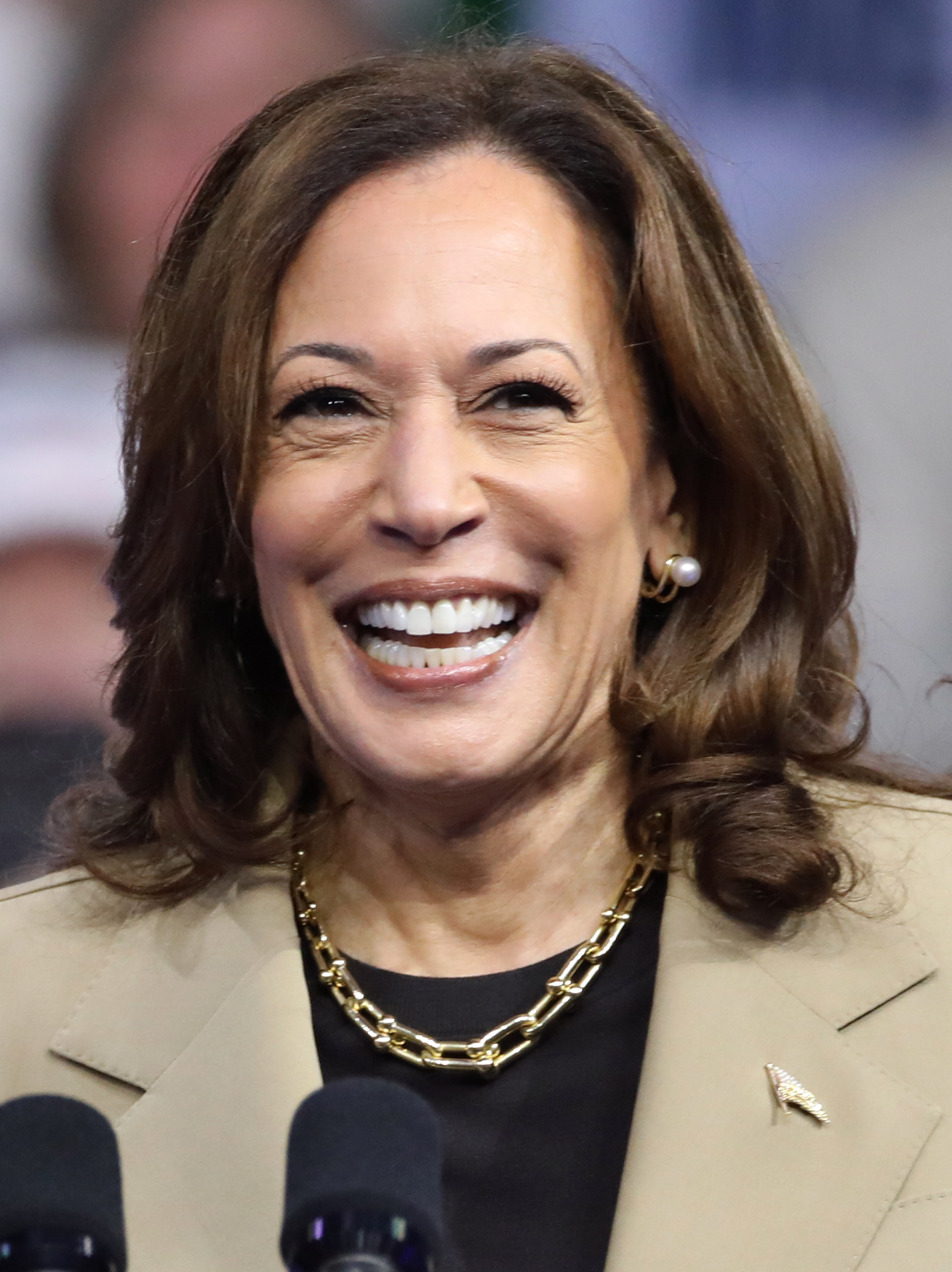
Kamala Harris V úřadu 2021–2025 Narozena 20. října 1964 (60 let) Prezident Joe Biden

Od roku 1977 mají bývalí prezidenti a místopředsedové, kteří jsou zvoleni nebo opětovně zvoleni do Senátu, nárok na převážně čestnou funkci místopředsedy pro tempore. Dosud jediným bývalým viceprezidentem, který tento titul získal, je Hubert Humphrey. Také podle podmínek usnesení Senátu z roku 1886 mají všichni bývalí viceprezidenti nárok na portrétní bustu v křídle Senátu amerického Kapitolu, připomínající jejich službu jako prezidentů Senátu. Dick Cheney je poslední bývalý viceprezident, který byl takto poctěn.
Na rozdíl od bývalých prezidentů, jejichž důchod je stanoven stejnou sazbou bez ohledu na dobu strávenou ve funkci, pobírají bývalí viceprezidenti důchod na základě své role předsedy Senátu. Od roku 2008 má navíc každý bývalý viceprezident a jeho nejbližší rodina nárok (podle zákona o ochraně bývalého viceprezidenta z roku 2008) na ochranu tajné služby po dobu až šesti měsíců po odchodu z funkce a poté znovu dočasně, pokud je to opodstatněné.